# Teatr Marcellusa
Teatr Marcellusa (łac. Theatrum Marcelli; wł. Teatro di Marcello) – starożytny teatr rzymski, wzniesiony w I wieku p.n.e. w południowej części Pola Marsowego w Rzymie.
Miejsce pod ten obiekt zostało wyznaczone już przez Juliusza Cezara, jego zabójstwo w 44 p.n.e. spowodowało jednak przerwanie prac. Wznowił je Oktawian August, dedykując budowlę swojemu przedwcześnie zmarłemu w 23 p.n.e. siostrzeńcowi Markowi Klaudiuszowi Marcellusowi. W 17 p.n.e. teatr był areną uroczystości związanych z ludi saeculares, oficjalne zakończenie budowy miało jednak miejsce dopiero w 13-11 p.n.e. Wolnostojąca kamienna konstrukcja mogła pomieścić szacunkowo około 13 tysięcy widzów. Fasada widowni składała się z trzech kondygnacji z rzędami arkad w porządkach (kolejno): toskańskim, jońskim i korynckim.
Teatr został zniszczony pod koniec starożytności; pochodzące z VIII wieku Itinerarium z Einsiedeln wspomina go już jako ruinę. W XII wieku pozostałości budowli włączono w obręb wzniesionej w tym miejscu twierdzy, będącej kolejno własnością rodów Fabii, Pierleoni, a następnie Savelli. Do czasów współczesnych z teatru zachował się jedynie dwukondygnacyjny fragment ściany widowni, wkomponowany w gmach Pałacu Savellich wzniesionego w latach 1523-1527 według projektu Baldassare Peruzziego. Od średniowiecza pomiędzy starożytnymi arkadami znajdowały się stragany okolicznych handlarzy. Zlikwidowano je w latach 20. XX wieku, podczas przeprowadzania kompleksowych prac restauratorskich połączonych z obniżeniem gruntu, a mających na celu wyeksponowanie resztek teatru.